# Richard Quest
Richard Austin Quest (Liverpool, Inglaterra; 2 de marzo de 1962) es un periodista británico y abogado no practicante que trabaja como presentador de noticias para CNN International. También es editor general de CNN Business.
Es el presentador de Quest Means Business, el programa semanal de negocios y presenta los programas de CNN Business Traveller, The Express y Quest's World of Wonder(El Mundo maravilloso de Richard Quest).

## Biografía
Quest es originario de Liverpool, Lancashire (ahora Merseyside), Inglaterra, habiendo nacido y criado la mayor parte de su vida allí; él es judío.
Fue educado en la escuela integral estatal Roundhay en Leeds, seguido por el colegio Airedale y Wharfedale y en la Universidad de Leeds, donde obtuvo una licenciatura en Derecho en 1983 y se enroló al Colegio de Abogados de su ciudad natal. Pasó 2 años en los Estados Unidos en la Universidad de Vanderbilt en Nashville, Tennessee, donde fue director de noticias de WRVU.

## Carrera
Comenzó su carrera como periodista amateur en la BBC en 1985, se unió a la sección financiera del canal en 1987 y se mudó a la ciudad de Nueva York en 1989 para convertirse en corresponsal de negocios de la BBC en América del Norte.
Más tarde, Quest trabajó para la sede de la BBC en los Estados Unidos como parte de su entonces incipiente canal BBC News 24. Fue corresponsal de negocios que informaba y discutía el mercado de valores mundial en un segmento regular titulado World Business Report que generalmente se transmitía entre las 2:00 am y las 3:00 am (GMT), un programa que presentó junto a Paddy O'Connell. También era un presentador ocasional en el programa mañanero Business Breakfast de la BBC.
Quest se unió a CNN en 2001 para el lanzamiento de Business International. Desde entonces, Quest ha cubierto una variedad de eventos diferentes para CNN, entre otros, un análisis de las elecciones estadounidenses en su programa American Quest y la entrada del Euro en 2002 y el último vuelo comercial oficial del Concorde. También encabezó la cobertura de CNN de varios eventos relacionados con la familia real británica.
En el 2006, Quest rechazó la oportunidad de unirse al canal árabe de noticias en inglés Al Jazeera, debido a unas palabras "sobre la base de que ser gay y judío podría no ser adecuado".
El 9 de abril de 2015, Quest fue anunciado como el presentador del programa de juegos de ABC 500 Preguntas. Fue reemplazado por Dan Harris para la segunda temporada del programa.
El 8 de junio de 2015, Quest apareció como concursante en The CNN Quiz Show: The Seventies Edition especial producido por Eimear Crombie, junto con su compañera Brooke Baldwin jugando para StandUp for Kids.
Quest también es corresponsal de aviación de CNN, y cubrió extensamente la historia del trágico vuelo 370 de Malaysia Airlines, que desapareció el 8 de marzo de 2014. Más tarde, Quest escribió el libro The Vanishing of Flight MH370: The True Story of the Hunt for the Missing Malaysian Plane. , publicado por Penguin Random House el 8 de marzo del 2016.

## Vida personal
En 2008, Quest fue arrestado en el Central Park de la ciudad de Nueva York con posesiones de drogas en el bolsillo, una soga alrededor del cuello unida a sus genitales y un juguete sexual en la bota. Quest admitió estar en posesión de metanfetamina cristalina, una sustancia controlada.
El 26 de junio de 2014, Quest describió su experiencia pasada como un hombre gay encerrado en su programa de televisión de CNN Quest Means Business.
Quest dio positivo al COVID-19 en abril de 2020 y luego dijo que se había convertido en un COVID prolongado. No tiene hijos.